# Scata
Scata (en cors Scata) és un municipi francès, situat a la regió de Còrsega, al departament d'Alta Còrsega. L'any 1999 tenia 44 habitants.

## Demografia
| 1962 | 1968 | 1975 | 1982 | 1990 | 1999 |
| ---- | ---- | ---- | ---- | ---- | ---- |
| 103  | 116  | 59   | 45   | 32   | 44   |

## Administració
| Període   | Identitat       | Partit | Qualitat |  |
| --------- | --------------- | ------ | -------- |  |
| 2001-2008 | Mathieu Secondi |        |          |  |